# آندریا اسکروگلی
آندریا اسکروگلی (انگلیسی: Andrea Scrugli؛ زادهٔ ۲۵ ژوئیهٔ ۱۹۹۲) بازیکن فوتبال اهل ایتالیا است.
از باشگاه‌هایی که در آن بازی کرده‌است می‌توان به باشگاه فوتبال دلفینو پسکارا و باشگاه فوتبال بنونتو اشاره کرد.